# Masami Life
Masami Life é o 16º álbum de estúdio de Masami Okui. Foi lançado em 3 de outubro de 2007 pela evolution e possui 12 faixas.

## Produção
Este é o quarto álbum que Okui lança por sua própria gravadora, a evolution. As primeiras edições vieram com uma foto que continha uma mensagem escrita a mãe pela própria Okui.

## Recepção
O álbum ficou duas semanas no Oricon Albums Chart, chegando à 110ª posição.

## Legado
Duas faixas foram usadas em animes, "Remote Viewing" foi usada em dois jogos da franquia Routes; "RING" foi o tema de abertura de Jikuu Keisatsu Wecker Signa; e "Sion" foi tema do jogo Muv-Luv Unlimited.

## Faixas
| N.º            | Título                                                         | Letras         | Música             | Arranjo                        | Duração |  |
| 1.             | "It’s my life"                                                 | M. Okui        | Monta              | Toshiro Yabuki e Tsutomu Ohira | 3:59    |  |
| 2.             | "Limited war"                                                  | M. Okui        | Monta              | Monta                          | 3:26    |  |
| 3.             | "-w-"                                                          | M. Okui        | Monta              | Monta e MACARONI☆              | 4:18    |  |
| 4.             | "GAIA2012"                                                     | M. Okui        | Mikio Sakai        | M. Sakai                       | 4:14    |  |
| 5.             | "RING" (de Jikuu Keisatsu Wecker Signa)                        | M. Okui        | Monta              | Monta                          | 4:17    |  |
| 6.             | "Remote Viewing" (de Routes)                                   | M. Okui        | Michio Kinugasa    | Hideyuki Suzuki                | 3:58    |  |
| 7.             | "Wasuregusa"                                                   | M. Okui        | M. Okui            | Hiroshi Uesugi                 | 5:44    |  |
| 8.             | "Haitoku ni KISS -Love of a fallen angel- (Album Mix Version)" | M. Okui        | Rala               | Rala                           | 4:55    |  |
| 9.             | "Sion" (de Muv-Luv Unlimited)                                  | M. Okui        | M. Okui            | IPPEI                          | 4:33    |  |
| 10.            | "mobile magic"                                                 | M. Okui        | MACARONI☆          | MACARONI☆                      | 4:32    |  |
| 11.            | "Wonderful Days"                                               | M. Okui        | T. Yabuki          | T. Yabuki                      | 5:24    |  |
| 12.            | "I wish"                                                       | M. Okui        | Minami Kuribayashi | T. Ohira                       | 4:31    |  |
| Duração total: | Duração total:                                                 | Duração total: | Duração total:     | Duração total:                 | 53:51   |  |